# Proutia sichotealinica
Proutia sichotealinica is een vlinder uit de familie van de zakjesdragers (Psychidae). De wetenschappelijke naam van deze soort is voor het eerst voorgesteld als Fumea sichotealinica door Viktor Pavlovitsj Soljanikov in een publicatie uit 1981.